# キプロス放送協会
キプロス放送協会（ギリシア語: Ραδιοφωνικό Ίδρυμα Κύπρου、トルコ語: Kıbrıs Yayın Kurumu、英語: Cyprus Broadcasting Corporation、CyBC）はキプロス全土を放送エリアを構える国営放送局。

## 概要
CyBCは1953年にラジオ、1957年にテレビが放送開始。欧州放送連合、コモンウェルス放送協会に加盟されている。

## 主なチャンネル

### テレビ
- CyBC1
- CyBC2
- RIK Sat
- CyBC Digital Platform (CyBC1~2とERT SatとEuronewsを再放送する、それもCyBC HDを放送する）

### ラジオ
ラジオはチャンネル名がないが、全部で4チャンネルある。第1チャンネルはクラシック音楽、第2チャンネルはトルコ語向けの放送、第3チャンネルはエンターテイメントが中心、第4チャンネルは音楽を中心に放送されている。